# Bernie Taupin

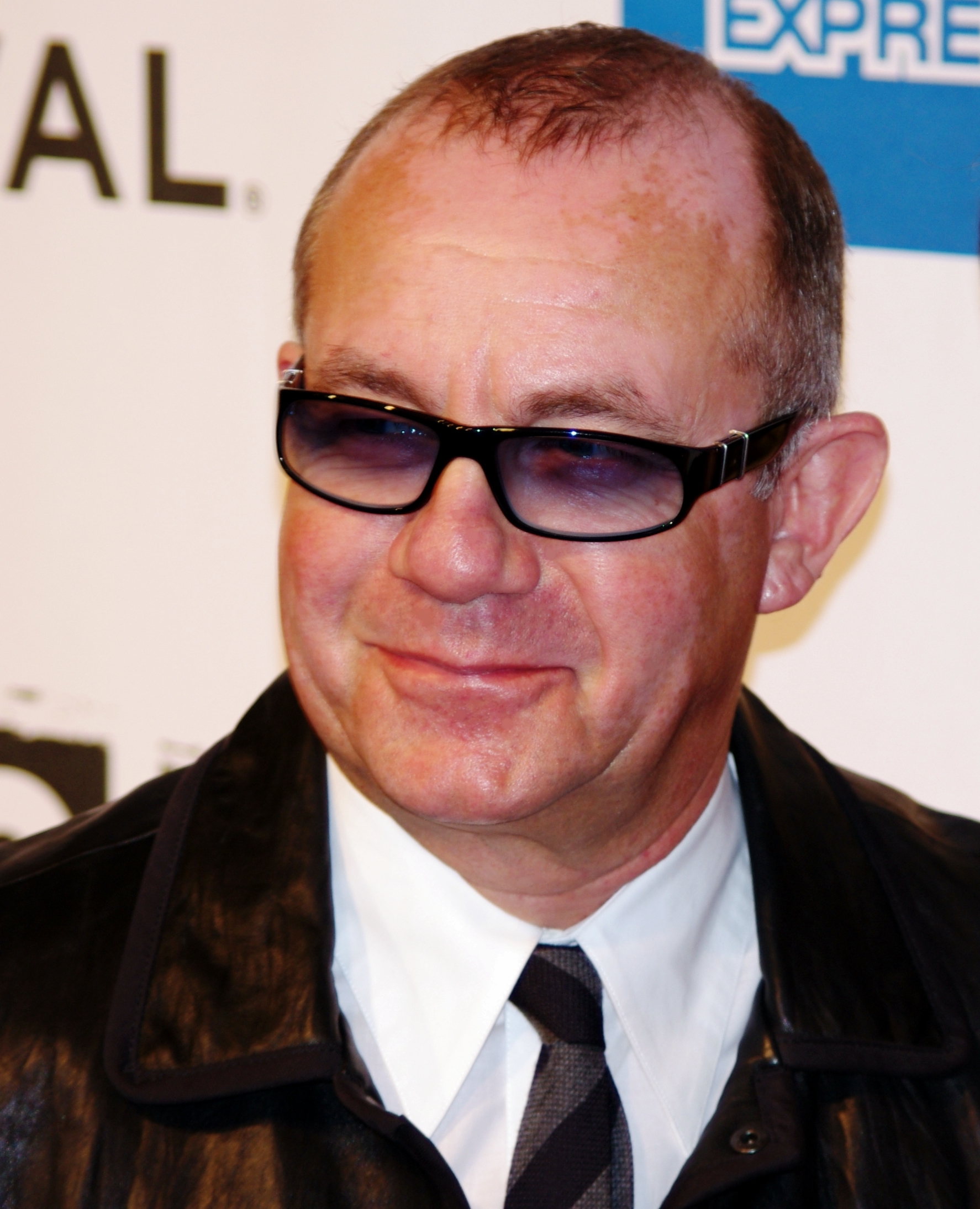
Bernie Taupin (2011)

Bernie Taupin , właśc. Bernard John Taupin (ur. 22 maja 1950 w Anwick) – brytyjski poeta, autor tekstów piosenek, znany przede wszystkim z długoletniej współpracy z Eltonem Johnem, również piosenkarz.
Jest autorem tekstów do wszystkich przebojów Eltona Johna, m.in. „Tiny Dancer”, „Candle in the Wind”, „Rocket Man”, „Sorry Seems to Be the Hardest Word”, „Believe”, „I’m Still Standing” czy „Your Song”. Wspólnie z piosenkarzem stworzył blisko 30 albumów, w październiku 2010 ukazała się kolejna wspólna płyta duetu, The Union nagrana we współpracy z Leonem Russellem. Współpracował również z Courtney Love i zespołem Heart.
W 2006 otrzymał, wspólnie z argentyńskim kompozytorem Gustavo Santaolallą, Złoty Glob w kategorii Najlepsza piosenka za utwór „A Love That Will Never Grow Old” pochodzący z filmu Tajemnica Brokeback Mountain. W 2023 wprowadzony  do Rock and Roll Hall of Fame.